# Gostwica
Gostwica est une localité polonaise de la gmina de Podegrodzie, située dans le powiat de Nowy Sącz en voïvodie de Petite-Pologne.